# Petronella Apfelmus
Petronella Apfelmus ist eine Kinderbuchreihe der Schriftstellerin Sabine Städing mit Bildern der Illustratorin Sabine Büchner. Die Geschichten handeln von der Apfelhexe Petronella Apfelmus, die in einem Apfel wohnt und gemeinsam mit zwei Nachbarskindern – den Zwillingen Lea und Luis – Abenteuer erlebt.
Seit 2014 sind im Boje Verlag elf Bände der Reihe erschienen, ergänzt durch Sonderbände für Leseanfänger und ein Weihnachtsbuch mit Rezepten und Bastelanleitungen. Die Hörbuchfassungen werden gelesen von Nana Spier. 2018 erschienen erste Übersetzungen in polnischer, ukrainischer, tschechischer sowie slowakischer Sprache. Die dazugehörige Hörspielreihe erschien ab Februar 2019. Im Oktober 2020 begann die Ausstrahlung einer 26-teiligen animierten TV-Serie bei KiKA.

## Hintergrund
Die Figur der Apfelhexe Petronella taucht bereits in Sabine Städings Erstlingsroman Magnolia Steel – Hexendämmerung auf. „Sie wird dort nur in einem Halbsatz erwähnt. Aber sie ist bereits eine Apfelhexe, die im Garten einer alten Mühle lebt und Ärger mit dem dort ansässigen Müller hat“, erklärte Städing in einem Interview. „Meiner Lektorin gefiel ihr Name so gut, dass sie mich fragte, ob ich nicht Lust hätte, auch Petronella Apfelmus‘ Geschichte zu erzählen. Und ich hatte große Lust dazu.“

## Handlung
Die Apfelhexe Petronella Apfelmus lebt im verwilderten Garten einer stillgelegten Mühle am Rande einer nicht näher bezeichneten Stadt. Mit dem Hirschkäfer Lucius bewohnt sie einen Apfel, der hoch oben in einem Apfelbaum hängt. Befreundet sind die beiden mit den Apfelmännchen, fünf kleinen, fleißigen Wesen, die wie dünne Stöckchen mit Armen und Beinen aussehen und sich um die Obstbäume des Gartens kümmern. Als die vierköpfige Menschenfamilie Kuchenbrand in das alte Müllerhaus einzieht, fühlt sich Petronella zunächst gestört und versucht die Familie zu vertreiben, freundet sich aber schnell mit den Zwillingen Lea und Luis an. Wenn die Kinder mit Hilfe einer Strickleiter in Petronellas Apfelbaum hochklettern, schrumpfen sie auf Däumlingsgröße. Gemeinsam erleben die Freunde Abenteuer und verbünden sich unter anderem gegen den rücksichtslosen Großbäcker Kümmerling, der das Vorhaben der Kuchenbrand-Eltern, in der alten Mühle ein Café zu betreiben, zu torpedieren versucht.

## Figuren
Petronella Apfelmus
Petronella Apfelmus ist eine großherzige Apfelhexe mit magischen Fähigkeiten, ausgeprägter Liebe zur Natur und einem starken Gerechtigkeitssinn. Wenn sie ihren Apfel verlässt und mit Hilfe einer Strickleiter zur Erde hinabsteigt, wächst sie automatisch auf normale Hexengröße heran.
Lucius
Der Hirschkäfer Lucius ist Petronellas bester Freund und Mitbewohner ihrer Apfelwohnung. Zugleich dient er der Apfelhexe als fliegendes Reittier.
Apfelmännchen
Die Apfelmännchen Gurkenhut, Spargelzahn, Rübenbach, Karottenwams und Bohnenhals sind hilfsbereite Wesen, deren Körper jeweils einem kleinen Stöckchen mit Gliedmaßen ähnelt. Sie tragen Arbeitshosen und Wollpullover und sind gärtnerisch-botanisch bewandert. Zum Schutz der Bäume des Obstgartens stehen ihnen sogar wundersame Heilkräfte zur Verfügung. Die Behausungen der Apfelmännchen liegen jeweils hinter einer Baumwurzel versteckt.
Lea und Luis Kuchenbrand
Mit ihren Eltern ziehen die Zwillinge Lea und Luis in das alte Müllerhaus in unmittelbarer Nähe von Petronellas Apfelbaum. Als entdeckungsfreudige Kinder erschließen sie sich schnell die Geheimnisse des Gartens und werden zu verlässlichen Freunden von Petronella, Lucius und den Apfelmännchen.
Paul und Maike Kuchenbrand
Die Eltern der Zwillinge Lea und Luis eröffnen in ihrem neuen Domizil außerhalb der Stadt das Café Zur Zaubermühle. Der Vater, ein gelernter Bäcker, zeichnet sich durch einen Hang zur Schusseligkeit aus, während die Mutter Erfahrung im Gastronomie-Bereich hat und eher praktisch veranlagt ist.
Petronellas Schwestern
Petronellas Schwestern Merlina, Belinda und Wilma sind Wetterhexen, die auf Bestellung Sonne, Regen, Schnee, Stürme oder Gewitter herbeizaubern können.
Herr Kümmerling
Bäckermeister Kümmerling, der ehemalige Chef von Paul Kuchenbrand, ist der Gegenspieler von Petronella, Luis und Lea. Er legt es darauf an, das stadtweite Backwarenmonopol zu erlangen.

## Veröffentlichungen

### Buchreihe
- 1: Petronella Apfelmus – Verhext und festgeklebt. Boje, Köln 2014, ISBN 978-3-414-82399-1.
- 2: Petronella Apfelmus – Zauberschlaf und Knallfroschchaos. Boje, Köln 2015, ISBN 978-3-414-82415-8.
- 3: Petronella Apfelmus – Schneeballschlacht und Wichtelstreiche. Boje, Köln 2015, ISBN 978-3-414-82427-1.
- 4: Petronella Apfelmus – Zauberhut und Bienenstich. Boje, Köln 2016, ISBN 978-3-414-82454-7.
- 5: Petronella Apfelmus – Hexenbuch und Schnüffelnase. Boje, Köln 2017, ISBN 978-3-414-82488-2.
- 6: Petronella Apfelmus – Schnattergans und Hexenhaus. Boje, Köln 2018, ISBN 978-3-414-82514-8.
- 7: Petronella Apfelmus – Hexenfest und Waldgeflüster. Boje, Köln 2019, ISBN 978-3-414-82546-9.
- 8: Petronella Apfelmus – Zaubertricks und Maulwurfshügel. Boje, Köln 2020, ISBN 978-3-414-82579-7.
- 9: Petronella Apfelmus – Eismagie und wilde Wichte. Boje, Köln 2021, ISBN 978-3-414-82618-3.
- 10: Petronella Apfelmus – 24 weihnachtliche Geschichten aus dem Apfelhaus. Boje, Köln 2022, ISBN 978-3-414-82661-9.
- 11: Petronella Apfelmus – Burggespenst und Hexensümpfe. Baumhaus, Köln 2023, ISBN 978-3-8339-0788-3.
- 12: Petronella Apfelmus – Zauberei und Eulenschrei. Baumhaus, Köln 2024, ISBN 978-3-8339-0932-0.

### Hörbuchreihe (gelesen vonNana Spier)
- 1: Petronella Apfelmus – Verhext und festgeklebt. Lübbe Audio, Köln 2014, 140 Min., ISBN 978-3-7857-5003-2.
- 2: Petronella Apfelmus – Zauberschlaf und Knallfroschchaos. Lübbe Audio, Köln 2015, 157 Min., ISBN 978-3-7857-5093-3.
- 3: Petronella Apfelmus – Schneeballschlacht und Wichtelstreiche. Lübbe Audio, Köln 2015, 148 Min., ISBN 978-3-7857-5185-5.
- 4: Petronella Apfelmus – Zauberhut und Bienenstich. Lübbe Audio, Köln 2016, 141 Min., ISBN 978-3-7857-5370-5.
- 5: Petronella Apfelmus – Hexenbuch und Schüffelnase. Lübbe Audio, Köln 2017, 156 Min., ISBN 978-3-7857-5556-3.
- 6: Petronella Apfelmus – Schnattergans und Hexenhaus. Lübbe Audio, Köln 2018, 151 Min., ISBN 978-3-7857-5754-3.
- 7: Petronella Apfelmus – Hexenfest und Waldgeflüster. Lübbe Audio, Köln 2019, ISBN 978-3-7857-8016-9.
- 8: Petronella Apfelmus – Zaubertricks und Maulwurfshügel. Lübbe Audio, Köln 2020, ISBN 978-3-7857-8247-7.
- 9: Petronella Apfelmus – Eismagie und wilde Wicht. Lübbe Audio, Köln 2021, ISBN 978-3-7857-8356-6.
- 10: Petronella Apfelmus – 24 weihnachtliche Geschichten aus dem Apfelhaus. Lübbe Audio, Köln 2022, ISBN 978-3-7857-8467-9.
- 11: Petronella Apfelmus – Burggespenst und Hexensümpfe. Lübbe Audio, Köln 2023, ISBN 978-3-7857-8540-9.
- 12: Petronella Apfelmus – Zauberei und Eulenschrei. Lübbe Audio, Köln 2024, ISBN 978-3-7857-8668-0.

### Erstlesebücher
- 1: Petronella Apfelmus – Überraschungsfest für Lucius. Boje, Köln 2017, ISBN 978-3-414-82475-2.
- 2: Petronella Apfelmus – Wer schleicht denn da durchs Erdbeerbeet? Boje, Köln 2020, ISBN 978-3-414-82565-0.
- 3: Petronella Apfelmus – Krawall im Hühnerstall. Boje, Köln 2022, ISBN 978-3-414-82603-9.

### Einzelpublikationen
- Petronella Apfelmus – Mein Hausaufgabenheft. Boje, Köln 2017, ISBN 978-3-414-82481-3.
- Petronella Apfelmus – Mein Freundebuch. Boje, Köln 2017, ISBN 978-3-414-82482-0.
- Petronella Apfelmus – Mein weihnachtliches Back- und Bastelbuch. Bastelanleitungen und Rezepte: Jennifer Gomber. Boje, Köln 2018, ISBN 978-3-414-82522-3.
- Petronella Apfelmus – Das Adventskalenderbuch. Boje, Köln 2019, ISBN 978-3-414-82547-6.
- Basteln & Spielen mit Petronella Apfelmus – 99 zauberhafte Ideen für Frühling und Sommer. Boje, Köln 2023, ISBN 978-3-414-82688-6.
- Basteln & Spielen mit Petronella Apfelmus – 99 zauberhafte Ideen für Herbst und Winter. Baumhaus, Köln 2023, ISBN 978-3-8339-0819-4.